# 愛奇藝影業
愛奇藝影業（英語：iQIYI PICTURES）成立於2014年7月17日，隸屬於爱奇艺旗下子公司，部位於中國北京，主營業務為電影製作、投資、發行及宣傳。

## 出品電影
- 《絕地追擊》（2023）
- 《臨時劫案》（2024）

## 外部連結
- 愛奇藝影業的新浪微博